# MisThy
Lê Thy Ngọc (sinh ngày 12 tháng 11 năm 1995), thường được biết đến với nghệ danh MisThy, là một nữ streamer, YouTuber, diễn viên kiêm nhân vật truyền hình người Việt Nam. 

## Tiểu sử
MisThy sinh ngày 12 tháng 11 năm 1995 tại Đà Lạt, Lâm Đồng, với tên khai sinh là Lê Thy Ngọc. Gia đình cô có ba chị em gái và cô là con út, điều thú vị là cả ba chị em cô đều tên Ngọc nên cha mẹ đã gọi các con mình bằng tên đệm để dễ phân biệt và đó chính là nguồn gốc của cái tên của cô. Vì gia đình có kinh doanh cửa hàng trò chơi điện tử và cô thường chỉnh máy tính cho khách nếu máy có vấn đề nên cô có dịp tiếp xúc với trò chơi điện thoại từ sớm.

## Sự nghiệp

### 2013–2016
Năm lớp 12, MisThy bắt đầu chơi Liên Minh Huyền Thoại. Cô rời quê hương Lâm Đồng vào Thành phố Hồ Chí Minh sống và từng học tại Trường Đại học Kinh tế Thành phố Hồ Chí Minh chuyên ngành ngân hàng. Cô được một nhóm bạn rủ chơi game và cô đã bắt đầu sự nghiệp của mình từ đây. 
MisThy khởi đầu sự nghiệp game thủ của mình trong đội tuyển nữ Liên Minh Huyền Thoại The Queen Team với biệt danh Queen Meimei, đảm nhận vị trí đi rừng và đường giữa. Sau một thời gian hoạt động, MisThy quyết định rời nhóm để tập trung vào con đường streamer chuyên nghiệp. Năm 2016, cô thành lập kênh stream trên TalkTV, nhanh chóng đạt mốc một triệu lượt xem chỉ sau ba tháng. Đến tháng 12 cùng năm, cô được YouTube trao nút bạc. Số lượt xem stream của cô thường dao động ở mức 4000, với một triệu người theo dõi thường xuyên.

### 2018–nay
Ngoài công việc làm streamer, MisThy còn dấn thân sang lĩnh vực điện ảnh. Năm 2018, cô tham gia phim "Nụ hôn ký ức" được phát sóng trên V Live. Năm 2019, cô cho ra mắt 2 bộ phim ngắn mang tên "Thích ai thì nói" và "Tuổi trẻ bá đạo". Cũng trong năm này, MisThy được mời tham dự sự kiện "Siêu sao đại chiến" của cộng đồng Liên Minh Huyền Thoại tổ chức tại Mỹ.
Năm 2020, MisThy cho ra mắt bộ phim ngắn mang tên Tậm á, dựa theo câu chuyện cổ tích Tấm Cám. Ngày 4 tháng 11 cùng năm, cô khai trương quán Mismenu kinh doanh đồ ăn nhanh và thức uống, đồng thời cũng thông báo trên fanpage rằng cô đã lập kênh YouTube làm riêng về trò chơi điện tử là MISTHY PLAY, với hơn 500 nghìn người đăng ký.
Năm 2024, cô tham gia hai chương trình truyền hình thực tế Sao nhập ngũ và Chị đẹp đạp gió rẽ sóng, nơi cô xuất sắc lọt vào đội hình nhóm nhạc "Hoa đạp gió" ở chương trình sau đó.

## Hoạt động

### Chương trình truyền hình
- Chúc mừng năm mới đỏ Lê Khánh
- Mình ăn trưa nhé
- Thiên đường ẩm thực
- Giọng ải giọng ai
- Siêu bất ngờ
- Nhanh như chớp
- Bộ ba siêu đẳng
- Úm ba la ra chữ gì
- A! Đúng rồi!
- Chọn ngay đi
- Chọn ai đây
- Gà đẻ trứng vàng
- Ơn giời cậu đây rồi![14]
- Kỳ tài thách đấu
- Sự thật – Thật sự
- Thời tới rồi
- Hay hay hên
- Quýt làm cam chịu
- Cuối tuần tuyệt vời
- Sao nhập ngũ[11]
- Bậc thầy săn thưởng
- Chị đẹp đạp gió rẽ sóng (mùa 2)[12]

### Chương trình chiếu mạng
- Find My Fan – Fan Tôi Đâu
- Nhà trọ Destiny
- Rapper on the Mic (Dẫn chương trình)
- Hết hơi hát hit (Dẫn chương trình)

### Phim tham gia
| Năm  | Tên phim                | Vai diễn                      | Chú thích       |
| ---- | ----------------------- | ----------------------------- | --------------- |
| 2018 | Nụ hôn ký ức            | Thy                           | Phim chiếu mạng |
| 2019 | Điệp vụ mùng 1 Tết      |                               | Phim ngắn       |
| 2019 | Bà 5 Bống               | Khách mời                     | Phim chiếu mạng |
| 2019 | Thích ai thì nói        | Thy Ngọc                      | Phim chiếu mạng |
| 2019 | Tuổi trẻ bá đạo         | Thy                           | Phim chiếu mạng |
| 2019 | Khi Lọ Lem mê chơi game |                               | Phim ngắn       |
| 2020 | Bông hay trái           |                               | Phim chiếu mạng |
| 2020 | Xóm sân si              |                               | Phim sitcom     |
| 2020 | Anh đại đi học          |                               | Phim ngắn       |
| 2020 | Tậm á                   | Tấm                           | Phim chiếu mạng |
| 2020 | Cậu là ai?              |                               | Phim chiếu mạng |
| 2023 | Net của Thy             |                               | Phim sitcom     |
| 2024 | Mắc gì Tết              | Nhân viên nhà hàng cô Hai Lẫy | Phim chiếu mạng |

### Đóng MV
| Năm  | MV                            | Ca sĩ                   |
| ---- | ----------------------------- | ----------------------- |
| 2017 | Ăn gì anh mời                 | Lee Andy                |
| 2018 | Người lạ thân quen            | Thanh Duy               |
| 2018 | Yêu anh sẽ tốt mà             | Gin Tuấn Kiệt           |
| 2019 | Em gì ơi                      | Jack                    |
| 2020 | Yêu thì yêu không yêu thì yêu | Amee                    |
| 2023 | Hoa giấy                      | Lâm Vỹ Dạ, Hứa Minh Đạt |

## Giải thưởng và đề cử
| Năm  | Lễ trao giải                   | Hạng mục                         | Đề cử cho | Kết quả   | Chú thích |
| ---- | ------------------------------ | -------------------------------- | --------- | --------- | --------- |
| 2020 | WeChoice Awards                | Game thủ/Streamer của năm        | Bản thân  | Đề cử     | [ 15 ]    |
| 2021 | Nimo TV Glory Night 2021       | Best Female Streamer of The Year | Bản thân  | Đoạt giải | [ 16 ]    |
| 2023 | Nimo TV Global Gala Night 2023 | Đường đến vinh quang – Game      | Bản thân  | Đoạt giải | [ 17 ]    |